# Szombatiskola
A szombatiskola a vasárnapi iskola helyettesítője az olyan keresztény egyházaknál, amelyek szombatot ünnepelnek. Ezek közé tartoznak a hetedik napot ünneplő adventista egyházak.

## A szombatiskola az adventista egyházban
Az adventista egyházban az első szombatiskola megalapítója James White volt és 1852-ben Rochesterben tartották meg. A korai adventista egyházban csak két csoport volt, a felnőtteké és a gyerekeké. A szombatiskolai tanulmányok a Youth Instructor folyóiratban jelentek meg. Az első negyedévi tanulmányt Uriah Smiths irta 1863-ban. Bell tovább fejlesztette a szombatiskolát és megjelent az ifjúsági csoport. Az osztályokra szervezett csoportos tanulmányozás leghamarabb 1879-ben volt megtartva.
A jelenben a szombatiskolai tanulmányt a Generál Konferencia biztosítja, a legtöbb adventista gyülekezetben csoportokra oszolva tanulmányozzák a Bibliát a tagok, de szombatiskolai tag lehet nem megkeresztelt személy is.